# Sava/Saison 2011
Dieser Artikel listet Erfolge und Mannschaft des Radsportteams Sava in der Saison 2011 auf.

## Erfolge in der UCI Europe Tour
In den Rennen der Saison 2011 der UCI Europe Tour gelangen die nachstehenden Erfolge.
| Datum      | Rennen                          | Kat. | Fahrer      |
| ---------- | ------------------------------- | ---- | ----------- |
| 18. März   | 1. Etappe Istrian Spring Trophy | 2.2  | Luka Mezgec |
| 13. August | Memoriał Henryka Łasaka         | 1.2  | Luka Mezgec |

## Zugänge – Abgänge
| Zugänge     | Team 2010            | Abgänge         | Team 2011    |
| ----------- | -------------------- | --------------- | ------------ |
| Jure Bitenc | Obrazi Delo Revije   | Blaž Furdi      | Adria Mobil  |
| Luka Mezgec | Zheroquadro Radenska | Matej Stare     | Karriereende |
| Nejc Bester | Neoprofi             | Benjamin Cujnik | Unbekannt    |
| Tim Mikelj  | Neoprofi             | Uroš Silar      | Unbekannt    |

## Mannschaft
| Name             | Geburtstag         | Nationalität |
| ---------------- | ------------------ | ------------ |
| Nejc Bester      | 6. Oktober 1992    | Slowenien    |
| Jure Bitenc      | 7. Januar 1991     | Slowenien    |
| Nik Burjek       | 18. September 1987 | Slowenien    |
| Mark Džamastagič | 1. Februar 1991    | Slowenien    |
| Domen Kalan      | 12. Juli 1991      | Slowenien    |
| Vladimir Kerkez  | 1. März 1984       | Slowenien    |
| Luka Mezgec      | 27. Juni 1988      | Slowenien    |
| Tim Mikelj       | 6. Mai 1992        | Slowenien    |
| Gašper Švab      | 18. Juli 1986      | Slowenien    |
| Jure Zrimšek     | 20. Januar 1982    | Slowenien    |

## Platzierungen in UCI-Ranglisten
UCI Europe Tour 2011
|       | Fahrer           | Punkte |
| ----- | ---------------- | ------ |
| 69.   | Luka Mezgec      | 162    |
| 455.  | Vladimir Kerkez  | 34     |
| 539.  | Jure Zrimšek     | 26     |
| 878.  | Mark Džamastagič | 8      |
| 1139. | Tim Mikelj       | 3      |